# Marmon

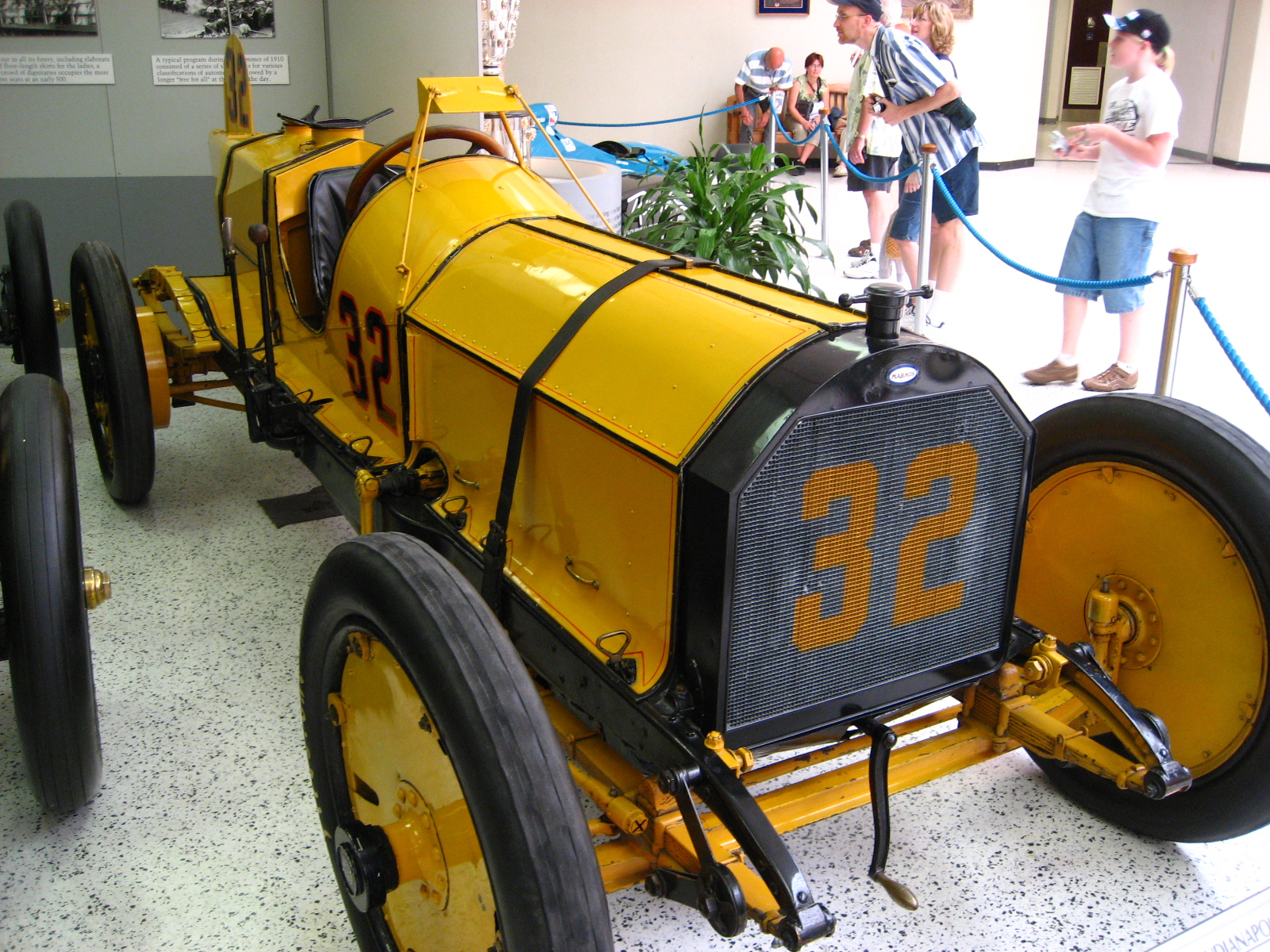
Ray Harrouns Marmon Wasp, vinnare av det första Indy 500-loppet.

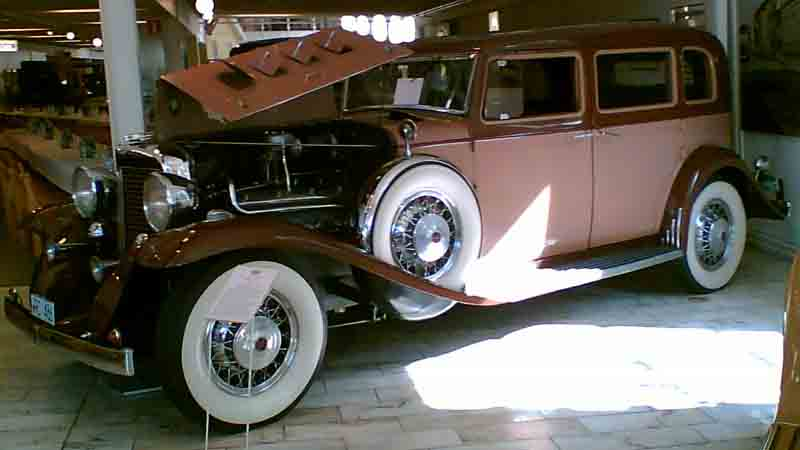
Marmon Sixteen 1933.

Marmon Motor Car Co var en amerikansk biltillverkare som byggde personbilar i Indianapolis i Indiana mellan 1902 och 1933. Tillverkningen av tyngre fordon med namnet Marmon fortsatte fram till 1997. 

## Marmon Motor Car Co
Marmons moderbolag hade grundades 1851 för att bygga utrustning till kvarnar. 1902 byggdes den första bilen med luftkyld V2-motor. Flera modeller med V-motor följde, innan Marmon gick över till konventionella radmotorer. 1911 vann en Marmon det första Indianapolis 500-loppet. Vinnarbilen var först i världen med backspegel. 
Modell 34 från 1916 hade en sexcylindrig radmotor i aluminium, ett material som Marmon kom att använda i stor utsträckning för att hålla nere vikten på sina bilar. I mitten av 1920-talet drabbades företaget av ekonomiska problem, men rekonstruerades 1926. Tre år senare introducerades det billigare systermärket Roosevelt.
Marmon började arbeta på den magnifika Sixteen-modellen 1926. När den presenterades 1931 hade den stora depressionen slagit till med full kraft och två år senare upphörde företaget med sin biltillverkning.

## Marmon-Herrington

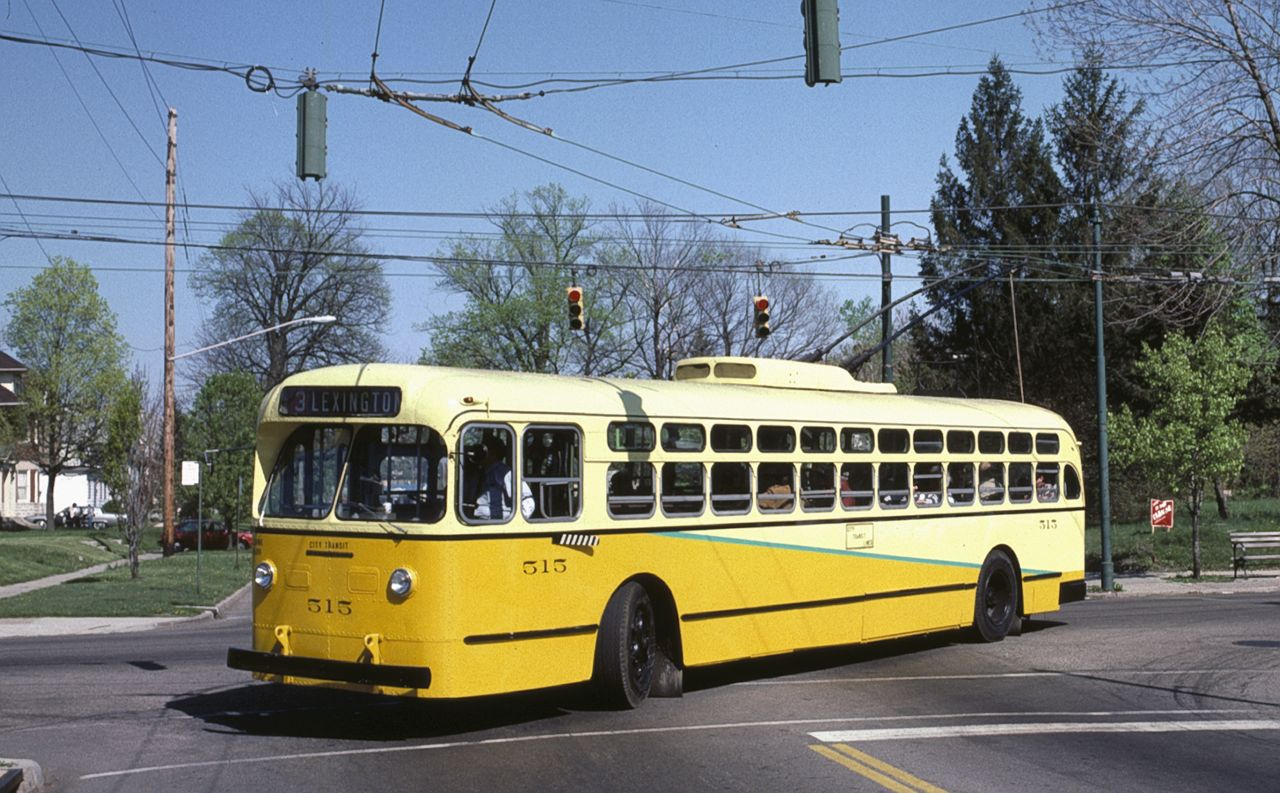
1949-byggda trådbuss i Dayton, Ohio, 1987

Marmon fortsatte att bygga fordonskomponenter som underleverantör till övriga bilindustrin. Företaget byggde även fyrhjulsdrivna fordon konstruerade av arméingenjören Arthur Herrington, under namnet Marmon-Herrington. Senare ägnade man sig åt att bygga om Ford lastbilar till fyrhjulsdrift. Marmon-Herrington bygger idag drivaxlar till tunga fordon.

## Marmon Motor Co
Sedan Marmon-Herrington lagt ned den egna produktionen av lastbilar 1963, återupptogs den av det nystartade Marmon Motor Co i Denton i Texas. Dessa byggde lastbilar i små serier fram till 1997. Anläggningen har därefter tagits över av Navistar International.